# Pan (personaggio)
Pan (パン?, Pan) è un personaggio del manga Dragon Ball di Akira Toriyama. Ella compare anche in alcune opere derivate, tra cui le serie televisive anime Dragon Ball Z, Dragon Ball GT e Dragon Ball Super, il film Dragon Ball Super - Super Hero e in numerosi videogiochi. È la figlia di Son Gohan e Videl.
Appare per la prima volta alla fine del manga, dove a soli 4 anni partecipa al 28º Torneo Tenkaichi stupendo tutti per le sue prestazioni. Pan è anche tra i personaggi principali di Dragon Ball GT, dove accompagna suo nonno Son Goku e Trunks in un viaggio per la galassia alla ricerca delle sfere del drago.

## Il personaggio
Unica figlia di Gohan e di Videl, Pan si presenta come una bambina di quattro anni. Indossa una tuta simile a quella del nonno, ha capelli a caschetto neri e occhi neri. Nella seconda serie si dimostra molto gentile ed altruista e nutre un profondo affetto per suo nonno Son Goku. Proprio quest'ultimo la descrive come la più coraggiosa dei suoi parenti. Il significato letterale del suo nome in giapponese è pane, ma deriva probabilmente da quello dell’omonima figura mitologica greca, seguendo lo schema dei nomi di Videl e del nonno Satan.
In Dragon Ball GT, ambientato 5 anni dopo Z, Pan ha 10 anni, apparendo molto cresciuta e completamente cambiata di aspetto: la ragazzina è sempre vestita con una mezza maglietta rossa e dei pantaloni grigi fino alle caviglie con una catena che parte da un passa cinte e le attraversa il fianco. Le mani sono coperte da mezzi guanti. Porta i capelli neri lunghi fino alle spalle, coperti da una bandana arancione. La frangetta le scende fin sopra gli occhi.
Nello zainetto blu che porta sempre con sé tiene la foto delle sue prime vacanze al mare con tutti gli amici del nonno, e la sua tuta da combattimento che usava da piccola al Torneo Tenkaichi. La vediamo utilizzare queste cose quando cerca di far ragionare suo nonno, trasformato in Scimmione.
Anche la sua personalità è molto cambiata, infatti mostra i classici comportamenti delle comuni adolescenti durante il periodo della pubertà: ha molti sbalzi d'umore, presenta spesso un carattere scontroso e talvolta irritabile, perde facilmente la pazienza anche per cose banali e odia essere considerata una bambina, tanto è vero che si arrabbia sempre quando il nonno Satan l'abbraccia riempiendola di vezzeggiativi.

### Relazioni con altri personaggi
Pan litiga spesso con lo zio Goten, infatti i due giovani sono spesso in disaccordo.
Nel secondo episodio di Dragon Ball GT Pan prende in giro lo zio sulle numerose telefonate che riceve dalle ragazze, ma nonostante ciò gli vuole molto bene, come dimostra in molti episodi, e anche Goten, nonostante non voglia ammetterlo, è molto affezionato alla nipotina.
Pan spesso litiga con il suo migliore amico, il robottino Gil, a cui è comunque molto affezionata. Tiene anche al nonno paterno, tuttavia non le dispiace quando viene trasformato in un ragazzino all'inizio dell'ultima serie di Dragon Ball, anzi ne gode dicendogli che finalmente è più alta di lui.
Riguardo alla sua vita sentimentale, Pan giusto al principio di GT decide di esplorare le sue più basiche e biologiche pulsioni preadolescenziali, uscendo con un ragazzo, dal quale è molto attratta, anche se purtroppo, la tremenda e straordinaria forza della nostra protagonista giocherà un ruolo principale nella svelta rottura tra i due.
A bordo dell'astronave inizialmente non è ben accetta, soprattutto da Trunks, col quale litiga spesso, ma in seguito i due si riappacificano e diventano amici. Nel corso del viaggio il rapporto fra Pan ed il ragazzo si consolida molto e lei mostra un crescente affetto per il giovane. Incontra anche Gil, un robottino che in seguito diventa il suo migliore amico. Ha ottimi rapporti d'amicizia anche con Ub, allievo del nonno, che la salva dai suoi genitori quando sono stati posseduti da Baby.
Infine conosce Bish, un ragazzino piuttosto attraente il cui villaggio è dominato da uno dei draghi malvagi, Ryu Shenron. Pan riesce a salvare lui e tutti gli abitanti del luogo, rivelandogli di conseguenza i suoi poteri. Bish, al contrario di quanto pensava la ragazza, non si spaventa alla vista di tanta forza, e rimanendo affascinato da Pan e dai suoi straordinari poteri le chiede di insegnargli a volare.

## Storia

### Dragon Ball Z
Pan compare per la prima volta alla fine dell'arco di Majin Bu, quando partecipa al 28º Torneo Tenkaichi. Al torneo dimostra già di essere molto forte, in quanto durante gli ottavi di finale sconfigge facilmente il suo avversario Wild Tiger benché esso fosse un guerriero molto affermato.

### Dragon Ball Super
Pan nasce proprio nella serie Super, ambientata qualche tempo dopo la sconfitta di Majin Bu. Videl dopo il matrimonio annuncia la sua gravidanza durante la festa di compleanno di Bulma sulla nave da crociera "Princess Bulma", quando il Dio della distruzione Beerus stava per distruggere la Terra perché mancava un Saiyan puro per trasformare Goku in Super Saiyan God. Videl annunciò di essere incinta rendendo tutti (specie Gohan) felici e si unì al gruppo. Grazie a Pan, Goku riuscì a raggiungere il livello divino di Super Saiyan God per potersi confrontare con Lord Beerus quindi fin da prima della nascita Pan aiutò molto suo nonno.
Pan nasce in un momento non mostrato tra l'arco della battaglia degli Dei e quello della resurrezione di Freezer. Per molto tempo il suo ruolo è stato marginale nella serie, durante il torneo contro i guerrieri del Sesto Universi Videl ha portato con sé la bambina assistendo alla manifestazione come spettatrice, tra l'altro Videl ha tenuto Pan al sicuro nel Santuario del Dio della Terra quando Molo e la sua legione hanno invaso il pianeta. 
Pan ha finalmente un ruolo centrale nella saga del ritorno della Red Ribbon, ormai è cresciuta infatti ha tre anni, è molto legata a Piccolo che aiuta i genitori ad accudirla, tanto che Pan gli chiede di insegnarle le arti marziali. Piccolo inizia ad addestrarla, la bambina dimostra un'innata predisposizione al combattimento. La Red Ribbon fa rapire Pan conducendola nel loro quartier generale, in realtà Piccolo ha chiesto a Pan di inscenare in parte il sequestro in modo da convincere Gohan, credendo la figlia in pericolo, a combattere seriamente per distruggere la Red Ribbon. A conferma di come Pan rappresenti uno stimolo per Gohan a lottare, anche solo allo scopo di proteggerla, egli risveglia la sua forza guerriera e infatti Gohan, una volta giunto alla base della Red Ribbon distrugge l'impresa criminale con l'aiuto di Piccolo salvando la figlia, durante la battaglia Pan sconfigge Carmine, il vice-comandante della Red Ribbon.

### Dragon Ball GT
Pan prende il posto di Goten e parte con suo nonno (ritornato bambino) e Trunks nel viaggio nello spazio alla ricerca delle sfere del drago. In questa nuova avventura affianca suo nonno durante le varie battaglie dimostrandosi molto utile, soprattutto durante la ricerca delle sfere.
Durante il viaggio fa la conoscenza di Gil e, insieme ai suoi compagni di viaggio, si ritrova più volte a combattere contro i servitori del Dottor Mieu; prima viene trasformata in una bambola dal sacerdote Mutte Motte e affidata alle cure di Dol Takki (che inizia anche a giocare con lei mettendole un vestitino e pettinandogli i capelli) e infine, insieme a suo nonno, sconfigge il gigante Luud e distrugge le macchine mutanti sul pianeta M2, ultimo dei quali è Baby.
Dopo aver trovato tutte e sette le sfere del drago, Pan fa ritorno sulla Terra, ma scopre che tutta la sua famiglia e i suoi amici sono diventati sudditi del parassita Baby, sopravvissuto alla precedente sconfitta. In questa occasione è una delle poche, insieme a suo nonno Satan e Majin Bu (grazie proprio al demone che la trasforma in un cioccolatino e poi la assorbe), a non essere soggiogata dall'alieno. Durante lo scontro tra Baby e Goku, quando quest'ultimo si trasforma in Scimmione, Pan riesce a farlo tornare in sé, permettendo al nonno di diventare Super Saiyan 4. In seguito, dona la propria energia a Goku in modo che questi possa sconfiggere definitivamente Baby.
Quando gli esseri del regno degli inferi fuggono dal suddetto luogo, Pan affronta e sconfigge alcuni guerrieri appartenenti all'esercito del Red Ribbon. In seguito, quando Super C-17 è sul punto di eliminare Vegeta, Pan prende in ostaggio il Dottor Gelo, costringendolo a fermare il cyborg, ma il tentativo sarà vano in quanto Super C-17 si rivelerà solamente obbediente agli ordini del Dottor Mieu.
In seguito, insieme a suo nonno Goku e Gil, si reca alla ricerca delle sfere del drago, possedute dai draghi malvagi. Dopo aver sconfitto i primi draghi malvagi, Pan viene sconfitta da Suu Shenron, che la risparmia rivelando inoltre di non poter uccidere una bambina. Dopo la sconfitta dell'ultimo drago malvagio Pan assiste alla partenza di Goku insieme al drago Shenron.
Cento anni dopo, Pan è l'unica sopravvissuta (di cui si ha notizia, almeno) di tutti i protagonisti di Dragon Ball e ha un nipotino, Goku Jr., assolutamente identico a Goku, al quale ha insegnato l'utilizzo delle arti marziali. Durante il nuovo Torneo Tenkaichi, precisamente durante la finale tra Goku Jr. e Vegeta Jr., crede di intravedere suo nonno Goku tra il pubblico, ma non riesce a raggiungerlo.

## Poteri e abilità
In quanto appartenente alla razza dei guerrieri Saiyan, Pan dimostra di essere molto più forte dei normali terrestri. Come per tutti gli altri membri del suo popolo possiede dei poteri soprannaturali: ha un perfetto controllo della sua forza, può volare e già all'età di quattro anni dimostra di saper effettuare il giro della Terra in pochissimo tempo. Ella, inoltre, è in grado di utilizzare il Ki, di percepire le aure degli avversari, e di utilizzare la Kamehameha, la stessa tecnica di suo nonno Goku.
Nella serie GT, Pan, nonostante il grande potere innato da lei posseduto e aumentato negli anni, non si vede mai trasformarsi in Super Saiyan. Molti potrebbero pensare che il motivo sia il suo genere femminile, ma questa teoria va eliminata siccome ormai esistono vari esempi di Super Saiyan donne, come nel gioco Dragon Ball Xenoverse o nella serie di Dragon ball Super. Il produttore esecutivo di Dragon Ball GT Kōzō Morishita ha detto in un'intervista che il motivo è che il ruolo narrativo di Pan è creare problemi ed essere salvata da Goku (una sorta di damigella in pericolo), e il meccanismo si romperebbe se avesse la forza di un Super Saiyan.